# إلمان حسينوف
إلمان حسينوف (بالأذرية: Elman Hüseynov)‏ هو عسكري أذربيجاني، ولد في 28 فبراير 1952 في Azad Qaraqoyunlu ‏ في أذربيجان، وتوفي بنفس المكان في 14 يناير 1993.